# Hermann Ahrens
Hermann Adolph Ahrens, né le 5 mai 1864 à Lilienthal en royaume de Hanovre et décédé à l'âge de 40 ans le 5 décembre 1904 à Shanghai en Chine, est un marchand allemand.

## Biographie
Demi-frère de Heinrich Ahrens (1842-1886), celui-ci le considérait comme un enfant à problème mais n'a jamais cessé de le soutenir. En 1874, à 10 ans, il envoie Hermann à Stade pour son éducation et supporte les frais de scolarité mais ses résultats sont mauvais. Il lui paye ensuite un apprentissage à Brême. En 1881, Hermann est envoyé travailler au bureau de Londres de H. Ahrens & Co. pour éviter le service militaire obligatoire. Il intègre très difficilement l'équipe.
En 1884, il part au Japon pour travailler à la filiale de Yokohama puis sert au bureau de Kobé de 1885 à 1893. Il quitte ensuite H. Ahrens & Co. et travaille pour Simon, Evers & Co. de 1894 à 1898 à Yokohama puis à Kobé en 1899.　Hermann Ahrens et une femme japonaise eurent un enfant, Mori Shintaro(森新太郎).
De 1901 à sa mort en 1904, il travaille pour les frères Helm à l'emplacement 42 à Yokohama. Il correspondait souvent avec son neveu, Hans Ahrens.